# Jagannatha

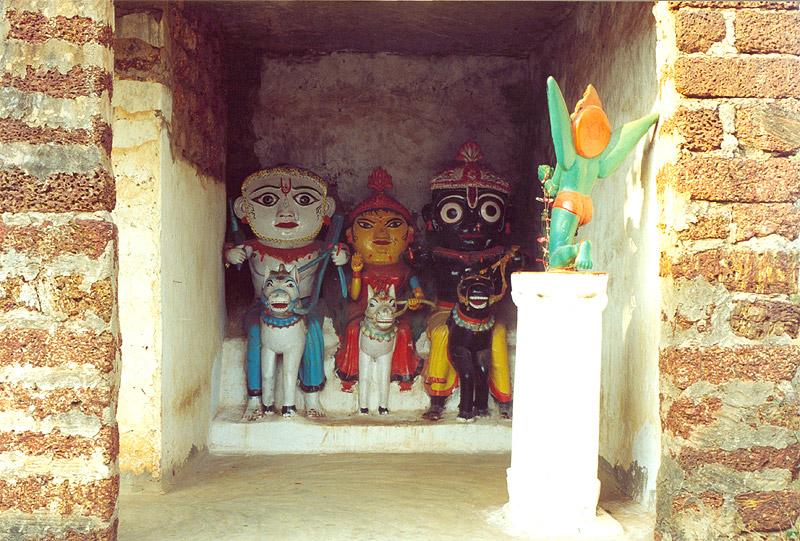
Jagannatha (schwarz) mit seinen Geschwistern Balabhadra (weiß) und Shubhadra (gelb) in einem Dorf-Tempel in Odisha. Im Vordergrund in Verehrungspose Garuda, der Begleitvogel von Vishnu.

Jagannatha (Sanskrit जगन्नाथ Jagannātha; jagat: „Welt“, „Universum“, natha: „Herr“) repräsentiert den Hindugott Vishnu. Über die Ursprünge und die historische Entwicklung der Verehrung von Jagannatha gibt es unterschiedliche Theorien.
Besondere Verehrung genießt Jagannatha in der Küstenstadt Puri im indischen Bundesstaat Odisha, wo er in einem der größten und wichtigsten Tempel des Vishnuismus, dem Shri-Jagannath-Tempel, verehrt wird. Zusammen mit seinem Bruder Balabhadra und seiner Schwester Subhadra, bildet er eine Trimurti, eine Dreiheit. Ist Jagannatha Krishna, der nach dem hinduistischen Glauben einst tatsächlich lebte, stellt Balabhadra Krishnas Bruder Balarama und Subhadra seine Schwester dar. In Puri wird Jagannatha heute auch mit Buddha gleichgesetzt und ist dort an dessen Platz, der Stelle des neunten Avatars Vishnus, abgebildet.
Die Jagannath-Statue besteht aus dem Holz des für Hindus heiligen Niembaumes. Der Kopf ist außergewöhnlich groß mit überdimensional großen Augen, der mit starken Farben bemalte Körper dagegen kurz und nur rudimentär ausgearbeitet, ohne Beine und mit ausgebreiteten Armen ohne Hände. Ein rationaler Grund für diese ungewöhnliche Form ist nicht bekannt, jedoch beschäftigen sich mehrere Überlieferungen mit dem Hintergrund:
 Verschiedene Puranas, die alten hinduistischen Bücher über die Götter, berichten, dass einst Viswavasu, der König eines Ureinwohnervolkes, Jagannatha ursprünglich als Nilamadhaba in einem Wald verehrt habe.
Populär ist folgende mündlich überlieferte Version: „Der König Indradyumna träumte, der Körper von Krishna sei nach dessen Rückkehr in sein himmlisches Reich an die Küste von Puri geschwemmt worden, zusammen mit dem seines Bruders Balarama und seiner Schwester Subhadra. Eine Stimme befahl, er solle einen großen Tempel bauen mit hölzernen Statuen und Krishnas Knochen sollte in einer Vertiefung im Rücken des Bildnisses Platz finden. Der Traum wurde wahr. Der König fand die Knochensplitter und übergab sie einem alten Zimmermann, der niemand anderer war als Vishwakarma, der göttliche Architekt. Dieser verlangte, niemand solle ihn während seiner Arbeit stören, aber als nach einigen Monaten das Werk noch immer nicht vollendet war, öffnete der König ungeduldig die Tür und auf der Stelle verschwand der geheimnisvolle Alte. So ließ der König die unvollendeten Statuen feierlich im Tempel installieren und einweihen.“
Die Trimurti mit Jagannatha wird einmal im Jahr während des über die Grenzen Indiens hinaus bekannten, mehrtägigen Festes Ratha Yatra in einer Prozession auf drei riesigen Götterwagen (Ratha) an Seilen durch die Stadt von Puri gezogen. Jedes Jahr malt man die drei Murtis, wie Hindus konsekrierte Statuen nennen, vor der großen Prozession neu an, die auffallenden Augen zeichnen die Priester während des Gottesdienstes. Alle zwölf Jahre werden die Murtis innerhalb eines Ritus gänzlich ausgetauscht.
In die englische Sprache wurde das Lehnwort Juggernaut übernommen, das abwertend einen „Götzen“ oder eine „unaufhaltbare Idee, die alles niederwalzt“ bezeichnet, warfen sich doch angeblich die Gläubigen in fanatischer religiöser Raserei vor die Räder des „Juggernaut“, um sich ihrem Gott zu opfern.